# José de Jesús Martinez Vargas
José de Jesús Martinez Vargas (ur. 28 lutego 1897 w Mogotes, zm. 9 stycznia 1987) – kolumbijski duchowny rzymskokatolicki, biskup armeński.

## Biografia
24 września 1921 otrzymał święcenia prezbiteriatu.
13 lipca 1949 papież Pius XII mianował go biskupem pomocniczy diecezji Nowej Pamplony oraz biskupem tytularnym aulońskim. 4 września 1949 przyjął sakrę biskupią z rąk biskupa Nowej Pamplony Rafaela Afanadora y Cadeny. Współkonsekratorami byli biskup Tunji Crisanto Luque y Sánchez oraz biskup Socorro y San Gil Ángel María Ocampo Berrio SI.
W 1951 ten sam papież przeniósł go na stanowisko biskupa pomocniczego archidiecezji bogotańskiej.
18 grudnia 1952 ten sam papież mianował go biskupem armeńskim. Był pierwszym ordynariuszem tej diecezji. Jako ojciec sobory wziął udział w soborze watykańskim II (z wyjątkiem IV sesji). Urząd biskupa armeńskiego pełnił do 8 lutego 1972, gdy w związku z osiągnięciem wieku emerytalnego, przeszedł na emeryturę.